# Catastrophe aérienne du mont Cimet
Le 1er septembre 1953, le vol 178 d'Air France doit relier Paris-Orly à Saïgon, les escales prévues étant Nice (France), Beyrouth (Liban), Bagdad (Irak), Karachi (Pakistan) et Calcutta (Inde). Lors de l'approche de sa première escale, le Lockheed Constellation immatriculé F-BAZZ heurte à 23 h 30 le pic du mont Cimet (3 020 m) dans le massif du Pelat dans la commune française d'Uvernet-Fours (hameau de Saint-Laurent).
Les 42 personnes présentes à bord, soit neuf membres d'équipage et trente-trois passagers, dont le violoniste Jacques Thibaud et le compositeur René Herbin, sont tuées.
Une croix a été installée le 1er septembre 1954 sur le lieu de l'accident ainsi qu'une stèle à l'entrée du hameau de Saint-Laurent,,.

## Enquête
Les enquêteurs ont conclu que l'avion avait dévié de son plan de vol, sans toutefois en indiquer les raisons.

## L'avion
L'avion était un quadrimoteur Lockheed L-749 Constellation, numéro de série 2674, ayant été acquis par Air France. Son premier vol avait eu lieu en 1951.